# Schweizer Filmpreis/Beste Hauptrolle
Sämtliche Gewinner des Schweizer Filmpreises in der gemischtgeschlechtlichen Kategorie Beste Hauptrolle, der von 2004 bis 2007 vergeben wurde. Zuvor waren von 2000 bis 2003 Preise in den Kategorien Beste Darstellerin und Darsteller ausgelobt worden. 2008 wurden diese Kategorien wieder neu eingeführt und ersetzten den Preis für die Beste Hauptrolle.
| Jahr | Preisträger        | für den Film       | Nominierungen                                                               |
| 2004 | Bettina Stucky     | Meier Marilyn      | Ralph Gassmann in Dario M. Esther Gemsch in Haus ohne Fenster               |
| 2005 | Roeland Wiesnekker | Strähl             | Pablo Aguilar in Verflixt verliebt Mathias Gnädinger in Ricordare Anna      |
| 2006 | Carlos Leal        | Snow White         | Max Rüdlinger in Die Vogelpredigt Sandra Utzinger in Steinschlag            |
| 2007 | Jean-Luc Bideau    | Mon frère se marie | Stephanie Glaser in Die Herbstzeitlosen Michael Neuenschwander in Nachbeben |